# Fabri
Fabri – samodzielne oddziały techniczne w armii rzymskiej. Były odpowiednikiem obecnych saperów i wojsk łączności - dowodził nimi praefectus fabrum.

## Literatura
- Mała Encyklopedia Wojskowa, 1967, Wydanie I